# Fashion Institute of Technology
Pour les articles homonymes, voir FIT.
Le Fashion Institute of Technology, connu sous l'acronyme de « FIT », est une université d'État de New York enseignant les arts, les technologies, l'illustration, l'animation ou le design liés à l'industrie de la mode. Fondé en 1944 par un groupe de confectionneurs, le FIT est installé depuis 1959, date de son déménagement, au centre de Manhattan. À partir de 1970, l'enseignement va jusqu'au diplôme de la Maîtrise.
En 2011, elle recevait plus de 10 000 étudiants. Cette université dispose d'un musée de la mode fondé en 1967 et dirigé par Valerie Steele, auteur de plusieurs ouvrages.